# Укемоті
Укемоті (яп. 保食神 Укемоті-но-камі; укр: «Богиня, що володіє їжею») — богиня їжі в японській міфології. Коли Уке Моті відвідував Цукуйомі, вона приготувала свято, на якому створювала їжу. Але спосіб, яким їжу було створено, здався Цукуйомі огидним, тому він убив богиню. Але навіть її мертве тіло виробляло їжу: просо, рис та боби. Навіть її брови стали шовкопрядами.
Богиня також іноді називається Оогецухіме-но-камі (яп. 大宜都比売神).
Уке Моті також одружена з Інарі в деяких легендах, в інших — сама є Інарі.